# École Française de Banjul
Die École Française de Banjul ist eine französische internationale Schule in Bakau, Greater Banjul Area, Gambia. Sie bedient die Vorschulstufe bis zur Sekundarstufe; die Klassen nutzen ab der Sekundarstufe das Nationale Zentrum für Fernunterricht (CNED, französisch Centre national d'enseignement à distance).

## Geschichte
Die École Française de Banjul wurde 1984 als d’enseignement français à l’étranger créé (französische Bildungseinrichtung im Ausland) gegründet. Sie nutzt nun das Gebäude, das am 12. November 1972 von Bischof Moloney das St. Michael’s Junior-Seminar in Bakau eröffnet wurde.

## Beschreibung
Die Ecole Francaise de Banjul ist eine französischsprachige Schule in Gambia, an der rund 80 Schüler im Alter von 2 Jahren (TPS; Toute petite section) bis 16 Jahren (CNED) unterrichtet werden und die vom Kindergarten bis zum Abitur reicht. Sie gehört zu den 450 Schulen im Netzwerk der Agence pour l'enseignement français à l'étranger (AEFE; Agentur für Französischunterricht im Ausland).
Es handelt sich um eine internationale Schule, in der sowohl einheimische als auch ausländische Kinder eingeschult werden. Gegenwärtig werden Schülerinnen und Schüler von 25 Nationalitäten in Französisch und teilweise in Englisch unterrichtet: Mathematik, Geschichte, Naturwissenschaften, Geographie, Kunst, Staatsbürgerkunde usw.
Da es nur 15 bis 18 Schüler pro Klasse gibt, ist die Ausstattung der Schule in einem besseren Zustand als in vielen anderen Schulen im Land, z. B. durch ihre Computer und Klassenzimmermöbel. Durch den Unterricht in französischer Sprache profitieren die Kinder von der Eröffnung eines größeren Spektrums an Karrieremöglichkeiten in der ganzen Welt, insbesondere wenn sie bereits die englische Sprache beherrschen. Der Beginn einer frühen Kindergartenerziehung im Alter von zwei Jahren ermöglicht es dem Kind einen frühen Start ins Leben, dessen Vorteile ein ganzes Leben lang anhalten können. Die Ecole Francaise de Banjul befindet sich in einem ruhigen Wohngebiet in Küstennähe in einer sehr sicheren Gegend. Die Schule hat klimatisierte Klassenzimmer.